# Hélène Tossy
Hélène Tossy, née à Marseille le 30 novembre 1906, et morte à Paris le 26 juillet 1979, est une actrice française.

## Filmographie

### Cinéma
- 1934 : Pierrot mon ami de Jaquelux - court métrage
- 1942 : Frédérica de Jean Boyer : la vendeuse
- 1945 : Paméla de Pierre de Hérain
- 1946 : Le Pays sans étoiles de Georges Lacombe
- 1946 : Pas un mot à la reine mère de Maurice Cloche
- 1947 : La Kermesse rouge de Paul Mesnier : tante Élisabeth
- 1952 : Coiffeur pour dames de Jean Boyer : la boulangère
- 1952 : Les Quatre sergents du Fort Carré de André Hugon : madame Pellegrin
- 1952 : Le Fruit défendu de Henri Verneuil : Mme Rochemaure
- 1953 : Jeunes Mariés, de Gilles Grangier : la femme du coiffeur
- 1953 : La Route Napoléon de Jean Delannoy : la postière
- 1954 : Le Blé en herbe de Claude Autant-Lara : La mère de Vinca
- 1954 : Mam'zelle Nitouche de Yves Allégret : La commandante
- 1955 : Chiens perdus sans collier de Jean Delannoy
- 1955 : Les Nuits de Montmartre de Pierre Franchi
- 1955 : Marguerite de la nuit de Claude Autant-Lara : la patronne du café
- 1956 : Gervaise de René Clément : Mme Bijard
- 1956 : La Terreur des dames de Jean Boyer
- 1956 : Honoré de Marseille de Maurice Régamey
- 1957 : Bonjour Toubib de Louis Cuny
- 1957 : Sénéchal le magnifique de Jean Boyer : Mme Léon
- 1958 : Échec au porteur de Gilles Grangier : Mme Arpaillargues
- 1959 : Nina de Jean Boyer
- 1959 : Ce corps tant désiré de Luis Saslavsky : Paulette
- 1959 : Maigret et l'affaire Saint-Fiacre de Jean Delannoy : Mme Gaulthier
- 1959 : Le Secret du chevalier d'Éon de Jacqueline Audry - sous réserve
- 1959 : La Verte Moisson de François Villiers : Mme Borelli
- 1960 : Les filles sèment le vent de Louis Soulanes
- 1960 : L'Ours d'Edmond Séchan
- 1960 : La Main chaude de Gérard Oury
- 1960 : Crésus de Jean Giono : la patronne
- 1960 : Le Caïd de Bernard Borderie : Louise
- 1960 : Boulevard de Julien Duvivier : Mme Benazzi
- 1961 : Aimez-vous Brahms…  (Goodbye Again) d'Anatole Litvak
- 1961 : Fanny de Joshua Logan
- 1962 : Le Voyage à Biarritz de Gilles Grangier
- 1963 : D'où viens-tu Johnny ? de Noël Howard : Madeleine Thibault
- 1964 : Allez France ! de Robert Dhéry : La maman
- 1965 : Le Tonnerre de Dieu de Denys de La Patellière  : la patronne du bistrot
- 1966 : Nouveau journal d'une femme en blanc de Claude Autant-Lara : Catherine
- 1967 : Voyage à deux (Two for the Road) de Stanley Donen : Mme Solange
- 1970 : Je suis une nymphomane de Max Pécas
- 1970 : Heureux qui comme Ulysse de Henri Colpi : Mathilde
- 1975 : Ce cher Victor de Robin Davis
- 1977 : Ne me touchez pas... de Richard Guillon

### Télévision
- 1954 : Une enquête de l'inspecteur Grégoire de Marcel Bluwal, épisode La Partie de cartes
- 1959 : La Marquise d'O, téléfilm de Claude Barma : Moravia
- 1959 : En votre âme et conscience :  L'Affaire Benoît de Claude Barma
- 1960 : La caméra explore le temps - téléfilm Qui a tué Henri IV de Stellio Lorenzi :  Marie de Médicis
- 1962 : Les Bostoniennes (du roman d'Henry James), téléfilm de Yves-André Hubert : Mrs Tarrant
- 1963 : L'inspecteur Leclerc enquête : Ultra confidentiel de Marcel Bluwal, série TV
- 1965 : Destins, téléfilm de Pierre Cardinal : Mme Lagave
- 1966 : Les Cinq Dernières Minutes, épisode  Histoire pas naturelle  de Guy Lessertisseur : Nina, l'hôtelière
- 1967 : Salle n°8 - épisode #1.20 (série TV) : Mme Michaud
- 1972 : François Gaillard ou la vie des autres,  feuilleton télévisé de Jacques Ertaud - épisode : Juien - Lucie Ronchamp
- 1975 : Une femme seule : La maîtresse d'école (série TV)
- 1975 : Jack : Mme Archambault (série TV)
- 1976 : Nick Verlaine ou Comment voler la Tour Eiffel (feuilleton TV)
- 1976 : Nans le berger (feuilleton TV) - épisodes #2 ép1-2-3
- 1977 : Allez la rafale ! (feuilleton TV) : Tatoine
- 1978 : La Filière (feuilleton TV)
- 1978 : Madame le juge, de Claude Barma (série TV), épisode : M. Bais

## Théâtre
- 1928 : Napoléon IV de Maurice Rostand, mise en scène Émile Couvelaine, théâtre de la Porte-Saint-Martin
- 1942 : Les Inséparables de Germaine Lefrancq, mise en scène Jacques Baumer, théâtre de Paris
- 1957 : Romanoff et Juliette de Peter Ustinov, mise en scène Jean-Pierre Grenier, théâtre Marigny
- 1966 : La Maison de Bernarda Alba de Federico García Lorca, mise en scène Jacques Mauclair, théâtre Récamier
- 1969 : Le Brave Soldat Chvéïk|Le Brave Soldat Sveik d’après le roman de Jaroslav Hašek, mise en scène José Valverde, théâtre Hébertot
- 1972 : Un sale égoïste de Françoise Dorin, mise en scène Michel Roux, théâtre des Célestins

## Doublage
Les dates en italique correspondent aux sorties initiales.

### Cinéma

#### Films
- Greer Garson dans :
  - Madame Miniver (1942) - Kay Miniver
  - La Vallée du jugement (1945) - Mary Rafferty
  - La Femme de l'autre (1947) - Marise Aubert
  - Jules César (1953) - Calpurnia

- Kathleen Freeman dans :
  - Artistes et Modèles (1955) : Mme Milldoon
  - Le Grand Sam (1960) : Lena Nordquist
  - Ne tirez pas sur le shérif (1969) : Mrs. Danvers
  - Un nommé Cable Hogue (1970) : Mme Perkins

- Norma Varden dans :
  - Témoin à charge (1957) - Emily French
  - Les Boucaniers (1958) - Mme Hilaire
  - La Mélodie du bonheur - Frau Schmidt (l'intendante)

- Anne Seymour dans :
  - Pollyanna (1960) -  Mrs. Amelia Tarbell
  - Celui par qui le scandale arrive (1960) - Sarah Halstead
  - Les Yeux bandés (1965) - Smitty, la secrétaire

- Isobel Elsom dans :
  - My Fair Lady (1964) - Mme Eynsford-Hill
  - La Colline de l'adieu (1955) - Adeline Palmer Jones
  - Trois Bébés sur les bras (1958) - Mme Van Cleeve

- Irene Dunne dans :
  - Le Moineau de la Tamise (1950) - La reine Victoria
  - Mon cow-boy adoré (1950) - Kay

- Barbara Brown dans :
  - Le Proscrit (1952) - la baronne Isabella
  - Ma sœur est du tonnerre (1955) - mère d'Hélène

- Argentina Brunetti dans :
  - Amour, Délices et Golf (1953) - Mama Anthony
  - Rendez-vous avec une ombre (1957) - Mama Malatesta

- Edith Evanson dans :
  - Désirée (1954) - Hedwig, Reine de Suède
  - Voyage au centre de la Terre (1959) - l'aubergiste islandaise

- Helen Wallace dans : 
  - Horizons lointains (1955) - Madame Hancock
  - Les Cavaliers de l'enfer (1961) - femme du capitaine Brown

- Geraldine Wall dans :
  - Comme un torrent (1958) - Mme Stevens, la mère de Virginia
  - La Diablesse en collant rose (1960) - Mme Haddock

- Naomi Stevens dans :
  - Buona sera Madame Campbell (1968) - Rosa
  - Le Maître des îles (1970) - Reine Liliuokalani

Mais aussi :
- 1930 : À l'Ouest, rien de nouveau - Mme Bäumer (Beryl Mercer)
- 1940 : Le Grand Passage - Mme Towne (Verna Felton)
- 1943 : Fidèle Lassie - Mme Carraclough (Elsa Lanchester)
- 1943 : Jane Eyre - Blanche Ingraham (Hillary Brooke)
- 1944 : La Reine de Broadway - Cornelia Jackson (Eve Arden)
- 1947 : Ambre - « Maman bonnet rouge » (Anne Revere)
- 1947 : Meurtre en musique - Nora Charles (Myrna Loy)
- 1948 : Hamlet - Gertrude, la reine (Eileen Herlie)
- 1948 : Jusqu'à ce que mort s'ensuive - Blanche Fury (Valerie Hobson)
- 1950 : Marqué au fer - Mrs Lavery (Selena Royle)
- 1950 : La Porte du diable -  Mme Masters (Spring Byington)
- 1951 : Demain il sera trop tard - Mme Berardi (Ave Ninchi)
- 1951 : La Ville d'argent - Mme Barber (Gladys George)
- 1951 : Quo vadis - Pomponia (Nora Swinburne)
- 1952 : L'Homme tranquille - La veuve Sarah Tillane (Mildred Natwick)
- 1952 : L'Ange des maudits - Altar ou Alice Keane (Marlene Dietrich)
- 1952 : Le Fils d'Ali Baba - la princesse Karma (Katherine Warren)
- 1952 : Le Relais de l'or maudit - Mme Margaret Harris (Jeanette Nolan)
- 1953 : Pain, Amour et Fantaisie -  Annarella Mirziano (Marisa Merlini)
- 1953 : Tant qu'il y aura des hommes - Mme Kipfer (Barbara Morrison)
- 1954 : Ulysse - Arétè, mère de Nausicaa (Ludmila Dudarova)
- 1954 : Haine, Amour et Trahison - La comtesse Eleonora Alberti (Diana Lante)
- 1954 : L'Aigle solitaire :  Mrs. Ulysses S. Grant (Peggy Converse)
- 1954 : Vivre un grand amour - Mme Tomkins (Nan Munro)
- 1954 : L'Homme au million - une invitée à la réception (Noel Hood)
- 1955 : Le Voleur du Roi -  la femme de l'apothicaire (Queenie Leonard)
- 1955 : Madame de Coventry - Une Abbesse (Kathryn Givney)
- 1955 : Quand le clairon sonnera - Mrs. Dickinson (Virginia Grey)
- 1955 : Des pas dans le brouillard - Mlle Park (Marjorie Rhodes)
- 1955 : Horizons lointains - Mrs. Hancock (Helen Wallace)
- 1956 : Deux rouquines dans la bagarre - Martha (Ellen Corby)
- 1956 : L'Ardente Gitane - Nita Johnny (Nina Koshetz)
- 1956 : La Vie passionnée de Vincent van Gogh - Anna Cornelia Van Gogh (Madge Kennedy)
- 1956 : Anastasia - Baronne Elena von Livenbaum (Martita Hunt)
- 1957 : L'Impossible Isabelle - Carmelina (Dolores Palumbo)
- 1957 : Pour que les autres vivent - une femme sur le raft (Sheila Manahan)
- 1957 : Une arme pour un lâche - Hannah Keough (Josephine Hutchinson)
- 1957 : La Petite Hutte - Miss Edwards (Viola Lyel)
- 1958 : Crépuscule sur l'océan - Myra Pringle (Virginia Gregg)
- 1958 : La Péniche du bonheur - Une dame de la société anglaise (Mary Forbes)
- 1958 : L'Auberge du sixième bonheur - Jeannie Lawson (Athene Seyler)
- 1958 : Le Salaire de la violence - Mme Stotheby (Dorothy Adams)
- 1958 : Les Aventures de Tom Pouce - Ann (Jessie Matthews)
- 1959 : Soudain l'été dernier - Sœur Félicité (Joan Young)
- 1959 : Le Chien des Baskerville - Mme Barrymore (Helen Goss)
- 1959 : La Mort aux trousses - Clara Thornhill (Jessie Royce Landis)
- 1959 : La Terreur des barbares - la mère de Bruno (Carla Calò)
- 1959 : La Grande Guerre - l'épouse de Bordin (Elsa Vazzoler)
- 1959 : Le Général Della Rovere - Madame Vera (Mary Greco)
- 1959 : Le Maître de forges - la Marquise de Beaulieu (Evi Maltagliati)
- 1959 : Le Chevalier du château maudit - Assunta (Gina Mascetti)
- 1959 : Aux frontières des Indes - Lady Windham (Ursula Jeans)
- 1960 : Les Voyages de Gulliver -  la reine de Brobdingnag (Mary Ellis)
- 1960 : L'Histoire de Ruth - Naomi (Peggy Wood)
- 1960 : La Source - Frieda (Gudrun Brost)
- 1960 : Le Village des damnés - Mrs. Harrington (Jenny Laird)
- 1960 : La Vénus au vison - Mme Fanny Thurber (Betty Field)
- 1960 : L'Homme à la peau de serpent - Beulah Binnings (Lucille Benson)
- 1960 : Le Masque du démon - Aubergiste (Clara Bindi)
- 1960 : La Vénus au vison : Mrs. Fanny Thurber (Betty Field)
- 1960 : Procès de singe - Sarah Brady (Florence Eldridge)
- 1960 : Mince de planète - Rheba Spelding (Lee Patrick)
- 1961 : Les lauriers sont coupés - L'intervieweuse (Carol Veazie)
- 1961 : Divorce à l'italienne - Donna Matilde Cefalù (Bianca Castagnetta)
- 1961 : Quelle joie de vivre - Rosa Fossati (Rina Morelli)
- 1961 : Le Tombeur de ces dames - Helen Welenmelon (Helen Traubel)
- 1961 : Le Cavalier noir -  Chela (Selma Vaz Dias)
- 1961 : Les Deux Cavaliers -  Mme Abby Frazer (Olive Carey)
- 1963 : Une certaine rencontre - Mme Papasano (Augusta Ciolli)
- 1963 : Les Oiseaux - Lydia Brenner (Jessica Tandy)
- 1963 : La Revanche du Sicilien - la réceptionniste du salon de beauté (Elvia Allman)
- 1964 : Pas de printemps pour Marnie - Bernice Edgar (Louise Latham)
- 1964 : La Charge de la huitième brigade - Jessica Prescott (Mary Patton)
- 1964 : La Rolls-Royce jaune - la Duchesse Thérèse d'Angoulême (Isa Miranda)
- 1965 : La Vengeance de Siegfried - reine Ute (Hilde Weissner)
- 1965 : Don Camillo en Russie - Maria Bottazzi (Leda Gloria)
- 1965 : Ces merveilleux fous volants dans leurs drôles de machines -  La mère supérieure (Flora Robson)
- 1965 : Le Témoin du troisième jour - Catherine Parsons (Mona Washbourne)
- 1966 : L'Opération diabolique -  Emily Hamilton (Frances Reid)
- 1966 : Les Plaisirs de Pénélope - Miss Serena (Amzie Strickland)
- 1966 : Un truand - Mrs Galbrace (Mary Young)
- 1966 : Hawaï - Malama Kanakoa (Jocelyne LaGarde)
- 1966 : Raspoutine, le moine fou - la dame corpulente (Celia Ryder)
- 1966 : Les Russes arrivent - Alice Foss (Tessie O'Shea)
- 1967 : Le Bal des vampires - Rebecca Shagal (Jessie Robins)
- 1967 : L'Honorable Griffin - Miss Irene Chesney (Hermione Baddeley)
- 1968 : Un détective à la dynamite - Mrs. Gordon (Dee Victor)
- 1968 : La Bande à César - Emma Collins (Ermelinda De Felice)
- 1969 : Macadam Cowboy - Sally Buck (Ruth White)
- 1970 : Barquero - Layeta (Rita Conde)
- 1970 : La Vie privée de Sherlock Holmes - Mme Hudson (Irene Handl)
- 1970 : Les Tueurs de la lune de miel - Lucy (Mary Engel)
- 1970 : Le Casse de l'oncle Tom - sœur Minnie (Gertrude Jeannette) et la femme en colère contre l'oncle Budd (Alyce Webb)
- 1971 : Les diamants sont éternels - Mme Whistler (Margaret Lacey)
- 1971 : Le Décaméron - la mère supérieure du couvent[Qui ?]
- 1972 : L'Argent de la vieille - Pasqualina (Franca Scagnetti)
- 1973 : Théâtre de sang - Mrs. Sprout (Joan Hickson)
- 1973 : Les Trois Mousquetaires - la mère de D’Artagnan (Gretchen Franklin)
- 1973 : Frankenstein: The True Story - Mrs Blair (Agnes Moorehead)
- 1973 : Dracula 73 - Mrs Donnelly (Constance Luttrell)
- 1974 : 747 en péril - la passagère avec le chien (Alice Nunn (en))
- 1974 : L'Énigme de Kaspar Hauser - Käthe (Brigitte Mira)

#### Longs métrages d'animation
- 1942 : Bambi - mère de Bambi (1er doublage)
- 1961 : Les 101 dalmatiens - Lucy / Vache Princess
- 1964 : Mary Poppins - Ellen, la gouvernante (Hermione Baddeley)

### Télévision

#### Séries télévisées
- Ma sorcière bien-aimée (1964-1971) - Phyllis Stephens (Mabel Albertson)